# Clossiana obscura
Clossiana obscura är en fjärilsart som beskrevs av Wilhelm M. Schöyen 1885. Clossiana obscura ingår i släktet Clossiana och familjen praktfjärilar. Inga underarter finns listade i Catalogue of Life.